# Ferrocarril de Taff Vale
| Cymru a fu a Chymru fydd (Gales ha sido, y Gales será) |

| 12 de octubre de 1835    | Resolución aprobada para formar The Taff Vale Railway Company                                   |
| 21 de junio de 1836      | Ley de Constitución                                                                             |
| 16 de septiembre de 1836 | Primera Junta General de la empresa, nombramiento de directores                                 |
| 9 de octubre de 1840     | Cardiff abierto a Navigation House (Abercynon)                                                  |
| 12 de abril de 1841      | Casa de Navegación Abierta a Merthyr Tydfil                                                     |
| 10 de junio de 1865      | Se abrió el muelle de Penarth, con el que el TVR firmó un contrato de arrendamiento de 999 años |
| 1900                     | La huelga condujo al caso de Taff Vale (1901)                                                   |
| 1903                     | Se introdujeron coches automotores de vapor                                                     |
| 1 de enero de 1922       | Se convirtió en compañía constitutiva del GWR                                                   |

| 1847 | Ferrocarril de Aberdare               |
| 1862 | Ferrocarril de Penarth Harbour & Dock |
| 1863 | Ferrocarril de Llantrisant & TV       |
| 1889 | Ferrocarril de Cowbridge & Aberthaw   |

El Ferrocarril de Taff Vale (nombre original en inglés: Taff Vale Railway, abreviado como TVR) era una línea de ancho estándar situada en Gales del Sur, construida por la compañía del mismo nombre para dar servicio a las industrias del hierro y del carbón localizadas alrededor de Merthyr Tydfil y conectarlas con los muelles de Cardiff. Fue inaugurado por etapas en 1840 y 1841.
En los primeros años del ferrocarril, la industria de la minería del carbón en el Sur de Gales se expandió considerablemente, y pronto se abrieron ramales en los valles del Rhondda y del Cynon. El transporte de carbón desde Gales del Sur (tanto al resto de Gran Bretaña como para ser exportado al extranjero) comenzó a ser preponderante, y los muelles de Cardiff y el ferrocarril de acceso se congestionaron extremadamente. Se buscaron soluciones alternativas, y se alentó a las empresas ferroviarias competidoras a sumarse a distintas iniciativas comerciales.
En las décadas siguientes se construyeron más ramales y el TVR utilizó coches automotores de vapor a partir de 1903 para fomentar los viajes de pasajeros locales.
Desde 1922, el TVR fue un componente del nuevo Great Western Railway (GWR) según la Ley de Agrupación de Ferrocarriles, imponiendo su propio carácter a la organización más grande. El declive de las industrias del carbón y del hierro pasó factura a la vigencia de la red del TVR, pero los trenes de pasajeros aún operan en la mayoría de los tramos de la línea principal.

## Antes del Ferrocarril de Taff Vale

### Minerales
La minería de carbón y la metalurgia del hierro se habían llevado a cabo a pequeña escala en el Sur de Gales hasta el siglo XVIII, actividades propiciadas por la abundante disponibilidad de carbón (al principio a poca profundidad), madera (para puntales de las minas y para carbón vegetal); y caliza (como fundente en los altos hornos). El carbón se usó principalmente en la producción de hierro y solo gradualmente los excedentes comenzaron a usarse como fuente de energía (en máquinas de vapor industriales estacionarias) y para uso doméstico.
Con el tiempo, el coque reemplazó al carbón vegetal en el proceso de fundición. La disponibilidad de materias primas en las cabeceras de los valles del Sur de Gales llevó a que se fundaran allí varias ferrerías entre 1750 y 1800, entre las que destacaban Cyfarthfa Ironworks, Plymouth Ironworks y Dowlais Ironworks en el área de Merthyr Tydfil.
Una dificultad importante era el acceso a los puntos de consumo, dado que el transporte del producto terminado al mercado se realizaba mediante buques de cabotaje, pero la primitiva red de carreteras hacía que llegar a los puertos fuera costoso y difícil, y la piedra caliza, por abundante que fuera, se extraía a cierta distancia al norte de la ubicación de las ferrerías.
En 1767, Anthony Bacon de Cyfarthfa persuadió a sus compañeros industriales del hierro para que se unieran a un plan destinado a construir una calzada principal desde Merthyr Tydfil hasta Cardiff, en la que circularían carretas arrastradas por mulas.

### Tranvías
Una solución a la dificultad del transporte local por la zona de las ferrerías fue el tranvía. Los ferrocarriles con vías de madera se habían utilizado ampliamente en numerosos lugares, pero no así en el Sur de Gales. Los tranvías locales eran casi todos líneas de corta distancia (en los que las vías tenían carriles en forma de 'L' sobre los que circulaban vagonetas con ruedas lisas) y en muchos casos eran simples extensiones de las vías utilizadas bajo tierra en las minas.

### Canales
Se construyeron canales en algunos de los valles para llevar el hierro a la costa y enviarlo a otros lugares. El canal de Glamorganshire se inauguró en 1794, y discurría desde Merthyr Tydfil hasta Cardiff, sobre una distancia de 25 millas (40 km). Se autorizó a los propietarios de minas locales situadas a menos de 4 millas (6 km) del canal a construir vías de tranvía para conectarse al mismo. Se construyeron en total unas 350 millas (560 km) de vías de tranvía bajo condiciones similares en el Sur de Gales antes de la llegada de los ferrocarriles modernos. En 1839 se transportaron 200.000 toneladas de carbón por el canal al muelle, que se convirtió en el Muele Oeste de Bute en Cardiff.

### La locomotora de Penydarren
En 1802 se inauguró la vía férrea de Merthyr, conectando Dowlais y otras ferrerías con el canal de Glamorganshire. Richard Trevithick estaba empleado en Penydarren Ironworks, y construyó una locomotora de vapor para remolcar los tranvías de la compañía. En 1804 se realizó un recorrido de demostración, en el que se transportaron 10 toneladas de hierro y 70 personas a lo largo de 9 millas (14 km). Este fue el primer uso de una locomotora de vapor en el mundo. Sin embargo, durante estas primeras pruebas muchos de los carriles de fundición de hierro se rompían debido al gran peso de la máquina.

### Viabilidad del ferrocarril
Durante las primeras décadas del siglo XIX, la situación del transporte de Merthyr y sus alrededores cambió relativamente poco. El canal de Glamorganshire prosperó, pero se vio desbordado por el volumen del comercio desarrollado en su entorno. Los tranvías continuaron siendo arrastrados por animales de tiro y empleando vías con carriles en 'L', y las caravanas de mulas transportaban hierro por la carretera de peaje.
El raíl de borde, que evolucionó directamente de los primeros ferrocarriles de madera, había continuado en uso en Northumberland y en otras partes del país. Este diseño hizo posible la puesta en servicio del Ferrocarril de Stockton y Darlington en 1825 y del Ferrocarril de Liverpool y Mánchester en 1830, que sirvieron para demostrar que la tecnología del ferrocarril había evolucionado lo suficiente como para ser un medio de transporte eficaz y competitivo.

## Planificación y construcción

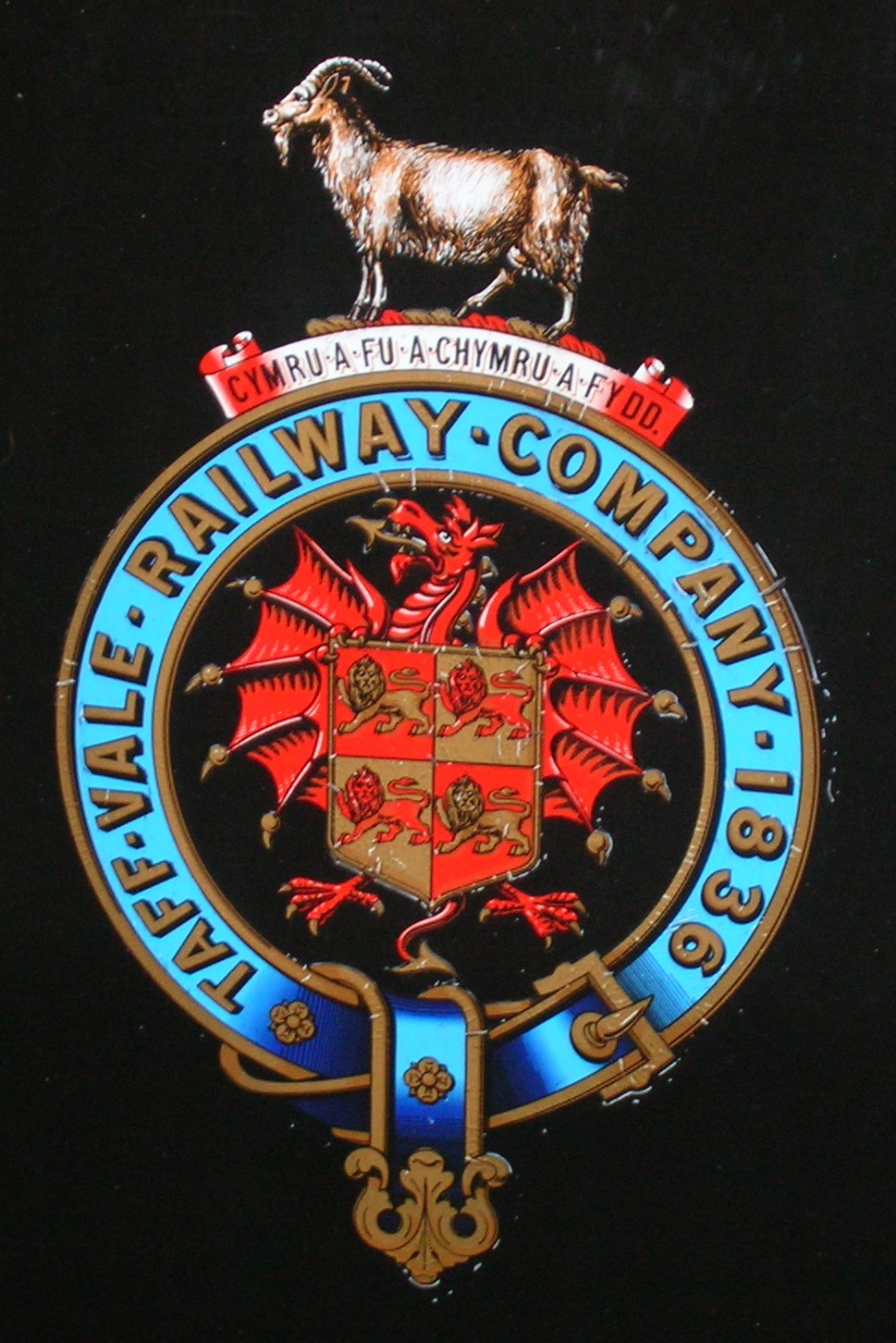
Emblema de la Compañía

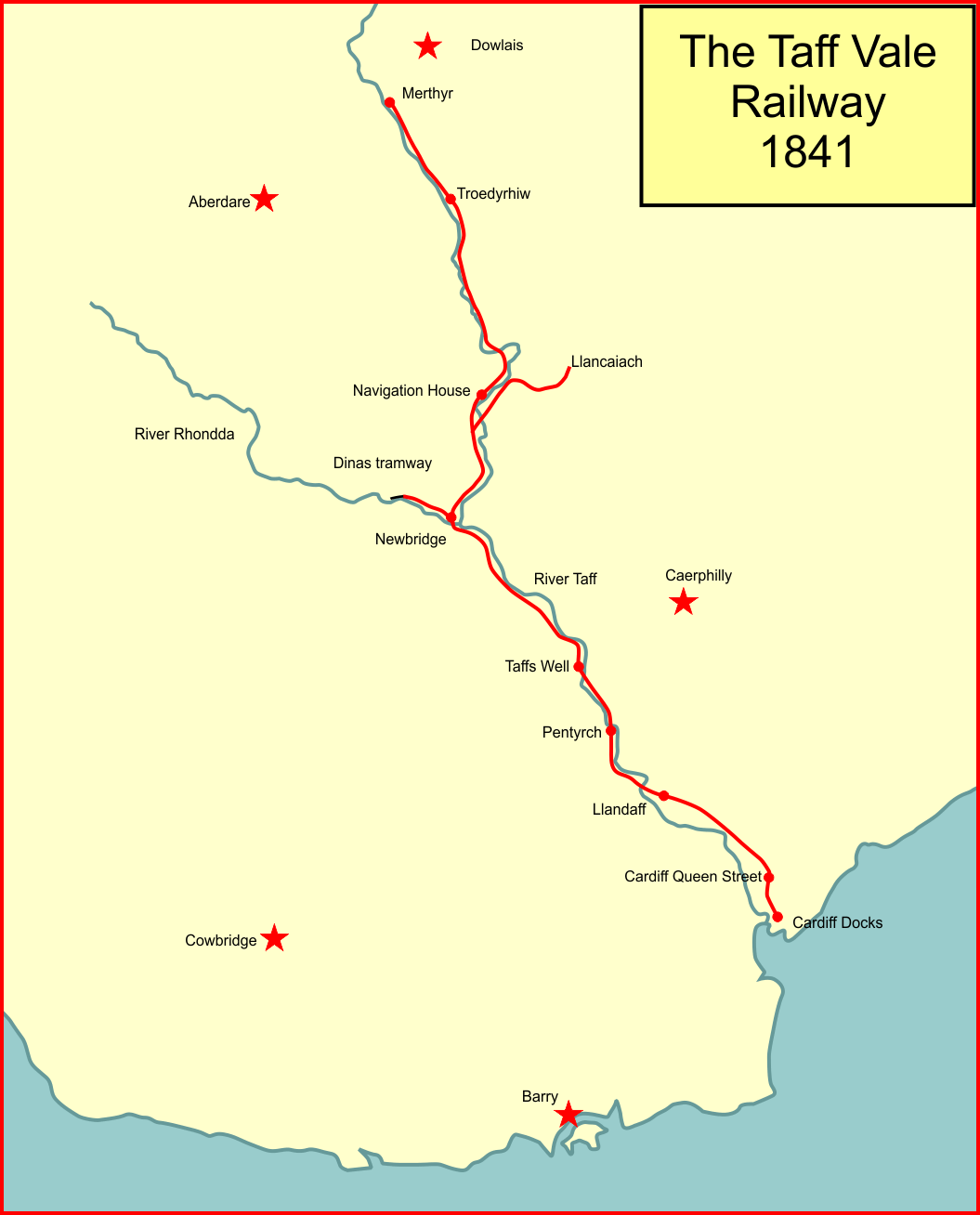
El Ferrocarril de Taff Vale en 1841

A principios de 1835, Anthony Hill, propietario de Plymouth Ironworks en Merthyr, le pidió al ingeniero Isambard Kingdom Brunel, un amigo personal, que estimara el costo de construir un ferrocarril de Merthyr a Bute Docks en Cardiff. La estimación de Brunel fue de 190.649 libras esterlinas. Sin embargo, al año siguiente, Brunel revisó su estimación al alza, a 286.031 libras esterlinas, para adaptar el recorrido a pendientes más suaves, ramales hacia algunas minas y el acceso a los muelles.

En octubre de 1835 una reunión de 'los Propietarios de Ferrerías, Minas de Carbón y otros interesados en el Minfral y otras Propiedades de los valles  [sic] de Taff, Rhondda, Cynon, Bargoed y otros lugares adyacentes, y el comercio de la ciudad de Merthyr Tydvil y el puerto de Cardiff' se llevó a cabo en el Castle Inn en Merthyr Tydfil, presidida por John Josiah Guest, el miembro del parlamento por Merthyr. La reunión resolvió formar "La Compañía del Ferrocarril de Taff Vale" y se nombró un comité provisional compuesto por J. J. Guest, W. Thompson, T. R. Guest, Richard Hill, Anthony Hill, William Forman, Walter Coffin, E. I. Hutchins, Edward Morgan, Robert Beaumont, Thomas Powell, W. Thomas, D. W. James, David Evans, George Insole, W. Jones, Henry Charles y David Davis.

### Ley del Parlamento
Los promotores acordaron seguir adelante con un proyecto de ley parlamentario en la sesión de 1836. El canal de Glamorganshire se opuso al proyecto de ley, pero se aprobó y obtuvo Consentimiento real el 21 de junio de 1836. La empresa del TVR se fundó con un capital de 300.000 libras esterlinas. Los directores fueron Josiah Guest (que se convirtió en su primer presidente), Walter Coffin, Edward Lee, Thomas Guest, Thomas Guppy, Thomas Powell, Christopher James, Thomas Carlisle, Henry Rudhall, William Wait, William Watson y Peter Maze. Sin embargo, en la primera reunión general de la Compañía el 16 de septiembre de 1836 se nombró como directores a los siguientes: J. J. Guest, Walter Coffin, T. R. Guest, Thomas Powell, T. Carlisle, E. H. Lee, Henry Rudhall, C. E. Bernard, Chris. James, W. K. Wait, E. Waring y R. H. Webb.
La ley autorizó un ferrocarril de Merthyr Tydfil a Cardiff, que se conocería como el Ferrocarril de Taff Vale, con varios ramales: para conectar con el tranvía a Dowlais y otras ferrerías cercanas; a las minas de carbón en Llancaiach; al tranvía que daba servicio a las minas de carbón de Dinas (en Rhondda); y a Cogan Pill. Las ganancias de la empresa se limitaron al 7%, que podría aumentarse al 9% si los peajes por el uso de la línea se redujeran sustancialmente. Los transportistas independientes, así como la propia Compañía, podían potencialmente utilizar la línea. La ley también limitó la velocidad de los trenes en la línea a 12 mph (19 km/h), con severas sanciones por exceso de velocidad (estas dos cláusulas fueron derogadas por una Ley de 1840.) La operación de locomotoras y el transporte de pasajeros fueron permitidos por la Ley de 1836.
La terminal de Merthyr iba a estar en un espacio abierto al sur de la ciudad, entre el río Taff y la carretera de Cardiff. La terminal de Cardiff debía estar en o cerca del canal de navegación que el marqués de Bute proponía construir. Esto se convirtió en el Muelle Oeste de Bute, del que se habían obtenido los poderes para construirlo en 1830 aunque todavía no se había realizado la obra.
Brunel, como ingeniero de la línea, la diseñó como un trazado de ancho estándar. Le dijo a los directores,

En cuanto al ancho o separación entre los rieles, no veo razón en nuestro caso para desviarnos materialmente del ancho ordinario de 4' 8 1⁄2″. Las pendientes generales, el plano inclinado, y más aún la naturaleza y la extensión inmediata de la clase peculiar de tráfico a la que siempre debe dedicarse la línea, no solo hacen innecesarias las altas velocidades, sino que casi deben impedir que se intenten, mientras que las mismas causas operan para disminuir cualquier ventaja que pueda obtenerse en la reducción de la fricción mediante el aumento del diámetro de las ruedas del material rodante. Las curvas que la naturaleza del terreno hace inevitables tampoco serían aptas para un ancho de vía más amplio...

### Construcción y apertura de la primera línea principal
La construcción de la línea no planteó grandes desafíos de ingeniería, ya que su curso seguía el valle del río Taff. La línea tenía una longitud de 24+1/4 de milla (39 km). En Quakers Yard debía afrontarse un desnivel pronunciado del terreno y Brunel usó cabrestantes accionados por motores de vapor estacionarios de 50 caballos (50,7 CV). El plano inclinado tenía una longitud de 1/2 de milla (800 m) con pendientes de 1 en 19 y 1 en 22. Las locomotoras no ascendían por la pendiente. También se dispuso una rampa de 1 en 13 en el ramal a Pwllyrhebog, cerca de Tonypandy, que se remontaba mediante sogas con locomotoras especiales. Inevitablemente, se adoptaron fuertes pendientes en otros lugares. Había dos viaductos de piedra en la ruta: el primero, en Pontypridd, cruza el río Rhondda, y el segundo une el valle del Taff entre Goetre-coed y Quakers Yard.
Además de evitar el uso de vías de gran ancho, Brunel adoptó una forma diferente de vía para la línea: "rieles paralelos" que pesaban 55 libras por yarda (27,3 kg/m), fijados con sujeciones con topes de madera comprimida. Las sujeciones se fijaron a las traviesas mediante tornillos insertados en el taller antes del montaje de la vía, "garantizando la precisión del ancho de vía".
La inauguración ceremonial de la ruta entre Cardiff y Navigation House, Abercynon, tuvo lugar el 8 de octubre de 1840, cuando los directores y accionistas viajaron por la línea. La apertura completa al público de la sección se produjo el 9 de octubre de 1840. El 20 de abril de 1841, Sir Frederick Smith inspeccionó la línea en representación de la Cámara de Comercio, y el 21 de abril de 1841 se abrió la línea principal hasta Merthyr. Las estaciones de pasajeros estaban en Cardiff, Llandaff, Pentyrch (luego Radyr), Taffs Well, Newbridge (luego Pontypridd), Navigation House, Troed-y-rhiw y Merthyr. Circulaban dos trenes de pasajeros en cada dirección diariamente, los siete días de la semana. La línea era de vía única en todo momento, con lugares de cruce de trenes en las estaciones. En las secciones de vía doble y en las zonas de cruce, se empleó la circulación por la derecha durante varios años.

### Primeros ramales
Un ramal para trenes de minerales entre Pontypridd y Dinas Rhondda se abrió en junio de 1841.
El Ramal de Llancaiach fue autorizado en la Ley original del TVR. Se abrió el 25 de noviembre de 1841 solo para el tráfico de minerales, desde Stormstown al sur de Abercynon hasta tres minas de carbón adyacentes en Llancaiach. Incluía una rampa de 600 yardas (548,6 m) de largo con accionamiento automático mediante sogas en un gradiente de 1 en 8. El uso de la línea fue menor de lo esperado, y los comerciantes descubrieron que las tarifas en el canal eran sustancialmente más bajas.
El TVR dudó en construir el ramal autorizado al tranvía a Dowlais, y una cláusula de la Ley permitió a la Dowlais Iron Company hacerse cargo de la construcción del ramal.

## Años de operación iniciales
Se abrió la línea entre Merthyr Tydfil y Cardiff, pero casi de inmediato se pensó en mejorar la capacidad de la línea principal y servir a la producción de carbón de los valles adyacentes.

### Ampliaciones
La línea era originalmente de vía única, a excepción de las rampas de Quaker Yard y Llancaiach, que eran de vía doble. Desde Cardiff a Taffs Well se duplicó la vía en 1846 y hasta Navigation House (Abercynon) en 1847. La duplicación se completó hasta Merthyr en 1862.

### Ampliación a Aberdare
El propósito original del TVR había estado profundamente conectado con la ferrería de Merthyr. En los años inmediatamente posteriores a la autorización del ferrocarril, las ricas vetas de carbón de alta calidad localizadas en el área de Aberdare cobraron prominencia y comenzaron a eclipsar el comercio de Merthyr. Dieciséis nuevos pozos se abrieron allí entre 1840 y 1853. Esas minas de carbón requerían transporte al mar y los propietarios del TVR respondieron patrocinando el Ferrocarril de Aberdare, una empresa nominalmente independiente.
El Ferrocarril de Aberdare se fundó el 31 de julio de 1845 para construir un ramal de 7+1/2 de milla (12 km) desde Navigation House hasta Aberdare. Fue operado por el TVR desde el principio y arrendado desde el 1 de enero de 1847. Se abrió al tráfico de pasajeros, mercancías y minerales el 6 de agosto de 1846. La estación de Navigation House pasó a llamarse Aberdare Junction cuando se inauguró el ramal. Disponía de una derivación también inaugurada en 1846 de 49 cadenas (985,7 m) desde Cwmbach hasta la mina de carbón de Abernant, que cruzaba el río Cynon.

### Circulación por la izquierda
En 1847, el Ferrocarril de Newport, Abergavenny y Hereford obtuvo poderes para construir su Extensión de Taff Vale hacia el oeste desde Pontypool, con el propósito de conectar el TVR en Quakers Yard. Esta sería la primera conexión con el resto de la red ferroviaria de ancho estándar. En estas circunstancias, el TVR revisó su política de circulación por la derecha y decidió cambiar a la circulación por la izquierda preparándose para la conexión.

### Ferrocarril de Extensión Taff Vale
El Ferrocarril de Newport, Abergavenny y Hereford llegó a Quakers Yard el 11 de enero de 1858, conectando con el TVR allí. Este hecho proporcionó una ruta para que los minerales de la red del TVR llegaran mucho más lejos, pero redujo la longitud del recorrido en el propio sistema del TVR. El ferrocarril de Extensión de Taff Vale se amplió más tarde a Middle Duffryn, cerca de Aberdare, y se inauguró en abril de 1864. La extensión cruzaba a nivel las secciones de la mina de carbón de Llancaiach del TVR, y el carbón de Llancaiach pasó a ser transportado a través de Quakers Yard en el TVER en lugar de utilizar el plano inclinado de la línea de Llancaiach.
La cuenca minera alrededor de Aberdare estaba demostrando tener abundantes recursos de carbón de alta calidad. La Línea de Extensión de Taff Vale pudo llevar la producción de carbón directamente a Londres (a través de Hereford, porque la Línea Principal de Gales del Sur todavía era de vía de gran ancho en ese momento) y a los puertos de Birkenhead y Southampton, donde el abastecimiento de buques de navegación marítima era un mercado importante.

### Rhondda
Los valles de Rhondda también comenzaron a ser fuente de excelente carbón, y el comercio generado comenzó a superar al de Merthyr. El ramal de Pontypridd al tranvía que conducía a las minas de carbón de Dinas se inauguró en 1841, lo que estimuló el interés por la minería en el valle.
Impulsado por la amenaza de una posible línea de vía ancha desde Ely, el TVR obtuvo la autorización el 26 de agosto de 1846 para la Extensión del Valle de Rhondda Fawr, llegando con el tiempo a lo que ahora es Treherbert, abriéndose allí el 7 de agosto de 1856. No se iniciaron los servicios de pasajeros hasta el 7 de enero de 1863.
En 1849, la empresa ofreció una prima de 500 libras esterlinas a quien pudiera demostrar la existencia de carbón en profundidad en el área Treherbert. Al mismo tiempo, se abrió una extensión de 77 cadenas (1,5 km) de Porth a Ynyshir para el tráfico de minerales. Este tramo se extendió a Ferndale en 1856 y luego a Maerdy, que con 900 pies (274,3 m) sobre el nivel del mar era la ubicación más elevada de toda la red del TVR.
En 1854 se abrió el Ramal de Eirw. Con menos de 1 milla (1,6 km) de longitud, durante mucho tiempo acercó la Línea de Rhondda a Trehafod para servir a las minas de carbón cercanas.
En 1857, la junta directiva del TVR autorizó la duplicación de Rhondda Fawr hasta Porth, y ya en febrero de 1858, ocho minas de carbón enviaban su producción por la extensión del ramal de Rhondda.
En el Ramal del valle de Rhondda, Rhondda Fach, se abrió la línea de Porth a Ferndale en el verano de 1876 y a Maerdy en 1889.

### Pwllyrhebog
El Ramal de Pwllyrhebog (como se lo conoció) fue autorizada en 1857 para llegar a Cwm Clydach desde Tonypandy. Su construcción real se retrasó mucho: se firmó un contrato en diciembre de 1861, y fue inaugurado a principios de 1863.
Se alejaba del trazado del Ramal de Rhondda muy abruptamente, con una pendiente de 1 en 13 a lo largo de 3/4 de milla (1,2 km), para dirigirse a continuación hacia Blaenclydach.
Al principio, larampa de Pwllyrhebog se trabajó con el sistema de carga equilibrada (aprovechando el mayor peso de los vagones cargados para hacer subir los vagones vacíos), pero el TVR se negó a instalar un motor estacionario a pesar de que los crecientes volúmenes de producción estaban ejerciendo presión sobre la capacidad del sistema.
En esta etapa, el ramal de Pwllyrhebog sirvió a dos minas de carbón, Cwm Clydach y Blaenclydach, pero en 1871 Thomas, Riches & Co perforó un nuevo pozo importante más arriba, en Clydach Vale. En noviembre de 1871, el TVR acordó extender el Ramal de Pwllyrhebog hasta el nuevo pozo. De hecho, la empresa minera construyó la línea y cuando se completó la transfirió al TVR, comprometiéndose a enviar todo su tráfico a través de esta compañía ferroviaria.
La nueva mina estaba situada a una altitud mucho mayor incluso que las conexiones anteriores, por lo que fue necesario una disposición en zigzag inmediatamente por encima de la pendiente de Pwllyrhebog para ganar más altura.
Una Ley de 13 de julio de 1899 formalizó que la propiedad del ramal pasara al TVR.
Escribiendo en 1951, Casserley se refiere a una época posterior cuando se había instalado un motor estacionario:

El plano inclinado funcionaba mediante un sistema de contrapeso, pero había dos sogas separadas para los trenes de subida y de bajada, en contraste con la cuerda de bucle sin fin utilizada habitualmente en esta situación.

El motor de bobinado trabajaba a una presión de 25 psi (17,6 mca) y la velocidad en la pendiente era de 5 mph (8 km/h). El TVR usó tres  locomotoras tanque 0-6-0 especialmente diseñadas para la pendiente, adquiridas a Kitson and Company en 1884. Tenían caldera de tubos de fuego para garantizar que la parte superior del fogón quedase cubierta cuando se operaba en la rampa. Casserley especula que probablemente fueron las primeras locomotoras con calderas cónicas. El TVR les dio los números del 141 al 143. Después de 1922 se convirtieron en GWR números 792 a 794, y fueron renumeradas como 193 a 195 en la época de British Railways. Bajo el GWR se mantuvo una máquina de repuesto como reserva. Era un locomotora con depósito incorporado estándar, la n.º 7722. Casserley no explica cómo se mantuvo cubierta la corona de la cámara de combustión en el caso de esta locomotora.
En 1889, la línea se amplió de forma privada a Clydach Colliery, lo que hizo que se alcanzara un poco más de 2 millas (3,2 km) de recorrido en total. La extensión privada fue adquirida por el TVR en 1896.

### Blaenrhonda
En 1867 se presentó un proyecto de ley para un Ferrocarril de Treherbert a Hirwaun. El "Ferrocarril de Rhondda Valley y Hirwain" fue autorizado por la Ley del 12 de agosto de 1867. Era nominalmente independiente. Abrió en junio de 1878 una sección corta desde el noroeste inmediato de Treherbert hasta Blaenrhondda, con un ramal corto hasta la mina de carbón de Blaencwm, solo para el tráfico de minerales. Abandonó su propósito inicial de cruzar el paso de 1561 pies (475,8 m) de altitud a Hirwaun, siendo arrendada su línea a partir de 1878 a la empresa del TVR, que acabaría absorbiendo el ferrocarril minero el 26 de agosto de 1889.

### Ampliación de la línea principal
Una Ley aprobada en 1857 otorgó al TVR autoridad para realizar una serie de mejoras en los años siguientes. La línea se duplicó entre 1858 y 1862 y luego se cuadruplicó entre Pontypridd y Cardiff para adaptarse al crecimiento del tráfico. Se construyeron nuevos viaductos junto con las estructuras existentes en Pontypridd y Quakers Yard para alojar la segunda vía. En 1864, se comenzó a trabajar para evitar el plano inclinado mediante una rampa más suave (pero aún empinada, de 1 en 40). Esta mejora requirió realizar importantes movimientos de tierra y las inclemencias meteorológicas impidieron que no se completara hasta agosto de 1867. La Estación de Top of Incline ya había cerrado en 1858, reemplazada por una nueva estación en Quakers Yard. Por su parte, la Estación de Pontypridd se extendió considerablemente durante la década de 1860.

## Desarrollando el sistema

### Muelles de Cardiff y Penarth
El Ramal de Cogan Pill autorizado en la Ley original fue aplazado, principalmente debido a la considerable oposición del marqués de Bute. En cambio, la empresa del TVR fue obligada a aceptar un contrato de arrendamiento a largo plazo del Muelle Oeste de Bute. Así, en 1848 se abrió un ramal, conocido como Ramal Este, para conectarlo. El contrato de arrendamiento era oneroso y no del todo conveniente. La Compañía se molestó aún más cuando se le dio acceso al lado este del Muelle Este a una compañía rival, el Ferrocarril de Rhymney, en términos considerablemente más favorables. Este muelle se puso en servicio por etapas entre 1855 y 1859 y el TVR quedó excluido de su uso, salvo como subarrendado del Ferrocarril de Rhymney. Desde 1866, se le permitió al TVR el acceso al Muelle Este, pero sus trenes tenían que circular sobre la línea del Ferrocarril de Rhymney desde Crockherbtown Junction, justo al norte de la actual Estación de Cardiff Queen Street, debiendo abonar un peaje. Además, la congestión del transporte marítimo y de los ferrocarriles en los Muelles de Bute se estaba convirtiendo en un problema cada vez mayor.
Estos problemas llevaron a la Compañía a patrocinar el Ferrocarril de Ely Tidal Harbour, que fue autorizado por el Parlamento el 21 de julio de 1856. La Ley permitió la construcción de un puerto en la zona de mareas de Penarth, al suroeste de Cardiff, y un ferrocarril de acceso desde Radyr en la línea del TVR. La ruta fue modificada por una ley al año siguiente, el 27 de julio de 1857, y el nombre del ferrocarril cambió a Muelle y Ferrocarril de Penarth Harbour. El ferrocarril que conduce a Tidal Harbour, al este de Cardiff, tenía poco más de 6 millas (10 km) de largo y se inauguró en agosto de 1859, pero el muelle no se completó hasta 1865.
El proyecto de Penarth experimentó la hostilidad por parte de los intereses de Bute Docks, y se produjo un litigio prolongado sobre la validez de los poderes. Aunque el resultado final fue a favor del TVR, la decisión de la Cámara de los Lores obligó a la compañía a cobrar tarifas de envío no inferiores a las tarifas de Cardiff. Más adelante se realizó una gran ampliación, inaugurada en 1884.
La apertura de los muelles de Penarth resultó ser un gran beneficio para la empresa, no solo por generar ingresos directos, sino también por aliviar la congestión en la línea principal a medida que los trenes de minerales se desviaban de Radyr. Enormes volúmenes se movieron a través de los muelles, con 2,8 millones de toneladas de mercancías en 1885. El puerto, el muelle y el Ferrocarril de Penarth fueron arrendados a la Compañía, aunque su empresa propietaria conservó su existencia independiente hasta 1922.

### Líneas de Llantrisant
En 1857 surgió una amenaza competitiva cuando se incorporó el Ferrocarril de Ely Valley para construir una línea de vía ancha desde Llantrisant, en el Ferrocarril del Sur de Gales entre Cardiff y Bridgend, hacia Rhondda. La línea se abrió en agosto de 1860 hasta Tonyrefail y en 1862 se amplió hasta Penygraig, cerca del TVR en Tonypandy. Fue arrendado al GWR desde el 1 de enero de 1861, que lo quería como fuente de carbón para sus locomotoras. El contrato de arrendamiento era independiente del ferrocarril local de vía ancha, el Ferrocarril de Gales del Sur.
La Compañía vio esto como una amenaza y promovió el Ferrocarril de Llantrissant y Taff Vale Junction nominalmente independiente, que obtuvo su Acta de fundación el 7 de junio de 1861. Debía construir desde la línea principal del TVR cerca de Trefforest una conexión con el Ferrocarril de Ely Valley en Maesaraul, cerca de Llantrisant. La línea se inauguró en diciembre de 1863 para el tráfico de mercancías. Se operó un servicio de pasajeros desde Pontypridd a Llantrisant desde el 21 de enero de 1875.
El "Ferrocarril de Cowbridge", nominalmente independiente, fue autorizado el 29 de julio de 1862 para construir un tendido ferroviario desde la estación del Great Western Railway (antiguo Ferrocarril del Sur de Gales) en Llantrisant hasta Cowbridge. Esta fue otra dependencia del TVR, ya que no pudo generar las suscripciones necesarias para construir esa misma ruta. La línea se inauguró en febrero de 1865. La línea del GWR era de vía ancha y se accedía al ramal a Cowbridge desde el Ferrocarril de Llantrisant y Taff Vale Junction. Los trenes de Pontypridd pasaban por la sección final del Ferrocarril de Ely Valley y circulaban por la línea principal de Gales del Sur hasta la terminal del Ferrocarril de Cowbridge, donde tenían que cambiar de sentido para continuar su marcha.

### Supresión de la rampa de Quakers Yard y apertura de la curva norte de Pontypridd
La capacidad del plano inclinado de Quakers Yard se mostraba cada vez más insuficiente, hasta el punto de causar una grave congestión, de forma que en 1864 se tomó la decisión de evitarlo. Se dispuso una nueva ruta en las inmediaciones con una pendiente de 1 en 40, que entró en servicio a mediados de 1867. El TVR tenía poderes de ejecución sobre la línea de Extensión de Taff Vale del GWR entre Quakers Yard y Llancaiach. La producción de carbón de las minas podría a partir de entonces sacarse más fácilmente a través de Quakers Yard, evitando la pendiente en el ramal de Llancaiach, que estaba cerrado excepto una pequeña sección en el extremo norte. En octubre de 1872 se abrió la curva norte en Pontypridd, lo que también facilitó la transferencia de la producción mineral entre los ramales propiedad del TVR.

### Dare Valley
Se registraba una intensa actividad minera en las colinas al sur de Aberdare, y el Ferrocarril de Vale de Neath ya había abierto un ramal allí. En 1866, el Ferrocarril de Dare Valley, fundado en 1863, se abrió desde Aberdare hasta Bwllfa Colliery. La línea fue arrendada al TVR para su explotación.

### Llegada a Dowlais
La producción de hierro en el Sur de Gales alcanzó su punto máximo en 1871, después de lo cual experimentó un rápido declive. Una excepción fue Dowlais, donde el convertidor Bessemer para la fabricación de acero se estaba usando desde 1865. Este procedimiento requería un mineral de hierro con bajo contenido de fósforo no disponible localmente, y el potencial flujo de tráfico de mineral importado alentó la idea de mejorar las conexiones ferroviarias. Se propusieron varias soluciones fallidas, pero una empresa conjunta entre el Ferrocarril de Rhymney y el Great Western Railway (que ya era propietario de la línea de Extensión de Taff Vale) resultó en la Línea Conjunta de Taff Bargoed, que se abrió el 10 de enero de 1876 para mercancías y minerales desde Taff Bargoed Junction, inmediatamente al oeste de la estación de Llancaiach, hasta Dowlais. La operación con pasajeros comenzó el 1 de febrero de 1876.
La Línea Conjunta de Taff Bargoed había sido autorizada en 1867, y contenía ciertas protecciones en su Ley para la Compañía, incluidos los poderes de ejecución sobre ella. En 1872, la Compañía presentó un proyecto de ley parlamentario para aprovechar esta circunstancia, tendiendo un nuevo ferrocarril a Llancaiach, con nuevas conexiones a la Línea de Extensión de Taff Vale. La intención era llegar a Dowlais por la Línea de Llancaiach y la Línea de Taff Bargoed. La Compañía ya tenía acceso a Dowlais a través del Ferrocarril de Dowlais, pero esta ruta parecía más atractiva, ya que conectaba Navigation Colliery y el posible tráfico de la propia Línea de Taff Bargoed.
De hecho, los términos de los poderes de explotación no permitían el funcionamiento en Llancaiach y las intenciones de la empresa del TVR se vieron frustradas cuando el GWR rechazó la instalación, por lo que el ramal de Llancaiach no se puso en pleno uso.

## Extensiones posteriores del sistema

### Estación de Merthyr
La estación original del TVR en Merthyr Tydfil en Plymouth Street se abrió el 12 de abril de 1841 y estaba a poca distancia al sur de la ciudad. A esto se unió en 1853 la Estación de High Street del Ferrocarril de Vale de Neath. Se construyó una línea conjunta corta (TVR y GWR) para conectar la línea del TVR con la nueva estación en 1877. Un año después, en agosto de 1878, el TVR transfirió todos sus servicios de pasajeros a la estación de High Street y usó Plymouth Street como un depósito de mercancías en su lugar. La estación de High Street se convirtió así en la única estación de pasajeros en Merthyr y fue utilizada por un total de seis compañías separadas antes de la agrupación de 1922. El TVR también abrió estaciones en Merthyr Vale en 1883 y Pentrebach en 1886.

### Penarth Town
El 20 de febrero de 1878 se abrió un ramal corto desde la línea del Muelle de Penarth hacia la ciudad. Conocido como el "Ferrocarril de Extensión de Penarth", tenía una milla de largo y subía una pendiente de 1 en 40 desde Cogan Junction hasta Penarth Town.

### Ferrocarril de Treferig Valley y la Línea L&TVJR
Buscando una mayor expansión al norte de Llantrisant, la Compañía alentó la formación del "Ferrocarril de Treferig Valley", incorporado el 21 de julio de 1879, lo que supuso que se abriera un ramal de 2 millas 56 cadenas (3,2 km) desde Treferig Junction, cerca de Common Branch Junction en Llantrisant y Taff Vale Junction hasta Treferig y Glyn Collieries en abril de 1883 solo para trenes de minerales.
En 1865 se inauguró el Ferrocarril de Ogmore Valley. Era una línea de vía estándar y parecía existir un enorme potencial para llevar trenes de minerales de vía estándar a Penarth. La Compañía obtuvo la autorización para construir una línea diagonal de noroeste a sureste a través del sistema ferroviario de Llantrisant y Taff Vale Junction para manejar este tráfico. Las dificultades financieras retrasaron la construcción y, mientras tanto, la Línea Principal del Sur de Gales del GWR se había convertido al ancho estándar.
Ahora, un ferrocarril principal estaba disponible para el tráfico de Ogmore Valley a través de Bridgend y, de un plumazo, la mayor parte de la línea diagonal aún sin construir era de poco valor. Sin embargo, había sanciones severas en la legislación si no se construía, por lo que el TVR utilizó tácticas dilatorias. Sin embargo, finalmente se construyó la sección desde Common Branch Junction hasta Waterhall Junction entre Radyr y Penarth que daba acceso directo a los muelles (abiertos en 1886) solo para el tráfico de mercancías y minerales.

### Ramal de Roath
El volumen de tráfico de minerales exportado a través de los Muelles de Penarth había seguido creciendo y la capacidad del ferrocarril y las dársenas se estaba viendo desbordada. El 23 de abril de 1888, el TVR abrió un ramal ferroviario al muelle de Roath, inaugurado en 1887, en el lado este del complejo de muelles de Cardiff. La línea se separó de la línea principal en Roath Branch Junction y se arqueó alrededor del este del área urbanizada de la ciudad de Cardiff tal como era en ese momento, conectando con las líneas del Ferrocarril de Cardiff en los muelles.
El Muelle Queen Alexandra se inauguró en 1907, siendo también atendido desde el ramal.

### Ramal de Ynysybwl
La Compañía obtuvo poderes para construir un ramal a las minas de carbón de Clydach Valley en 1872, pero luego perdió el entusiasmo por el proyecto cuando el desarrollo previsto de la mina de carbón en el área no se materializó.
Sin embargo, la Lady Windsor Colliery cerca de Ynysybwl se comenzó a explotar en 1885, y prometía ser una actividad importante. El TVR decidió construir un ramal para atenderlo, que iba desde un cruce orientado al norte alrededor de 1 milla (1,6 km) al sur de Abercynon hasta las minas de carbón cerca de Llanwonno, un poco al oeste de Ynysybwl. Tenía una longitud de 4 millas 67 cadenas (6,4 km) y se abrió para el tráfico de mercancías y minerales en 1886, aunque es posible que se hubiera utilizado de manera informal en 1884. El servicio de pasajeros hasta Ynysybwl comenzó a prestarse desde la Estación de Aberdare Junction (conocida como Abercynon desde 1896) a partir del 1 de enero de 1890.
En 1900 se abrió una conexión de la curva sur con la línea principal, pero el TVR estaba preocupado por la congestión en Pontypridd y se abstuvo de iniciar el servicio de pasajeros hacia el sur. Después de un poco de retraso, el 17 de octubre de 1904 se inició un servicio de pasajeros con automotores que conectaba Pontypridd e Ynysybwl, aunque después se interrumpió el servicio en sentido norte hacia Abercynon.

### Llancaiach
El ramal original de Llancaiach, inaugurado en 1841, había dejado la línea principal de Merthyr en Stormstown Junction, justo al sur de Abercynon, y debía cruzar el río Taff y girar hacia el este para alcanzar su objetivo. Después de un período de inactividad, en 1878 se construyó una variante de trazado para evitar el plano inclinado remontado con sogas, pero debido a una disputa sobre los derechos de circulación con el GWR, la nueva línea se utilizó poco.
Varias décadas más tarde, fue necesario conectar otras minas de carbón en el lado este del Taff, en particular Albion Colliery (productiva desde 1887) y Cardiff Dowlais Colliery (productiva desde 1889). Se tomó la decisión de tender un ramal desde un cruce más al sur, en Pont Shon Norton (en el margen norte de Pontypridd), que fue inaugurado en 1887 hasta Cilfynydd.
En 1900, el ramal se amplió hacia el norte para unirse al ramal anterior de Llancaiach, en Ynysdwr Junction, y se abrió al tráfico el 1 de junio de 1900. Un servicio de pasajeros operaba desde Pontypridd a Nelson en la línea del TVR un poco antes del cruce con la Línea de Extensión de Taff Vale, y no se usó la Estación de Llancaiach del GWR. El 10 de agosto de 1904 se inauguró un servicio de automotores.

### De Cowbridge a Aberthaw
El Ferrocarril de Cowbridge y Aberthaw recibió autorización el 12 de agosto de 1889 para construir su vía desde el final del Ferrocarril de Cowbridge hasta Aberthaw en la costa de Canal de Brístol, donde había importantes canteras de caliza. La terminal de Cowbridge no contaba con la alineación necesaria para permitir la extensión del tramo, por lo que se abrió una nueva estación de pasajeros de Cowbridge en la línea de Aberthaw, y la antigua terminal pasó a usarse solo para mercancías. La Línea de Aberthaw se inauguró el 1 de octubre de 1892. La pequeña empresa pasó a manos de la compañía del TVR a partir del 1 de enero de 1895. Más tarde ese año, la apertura del Ferrocarril de Vale de Glamorgan, que conectaba Aberthaw directamente con Penarth y Cardiff, eliminó gran parte del tráfico potencial de minerales de esta línea.

### Mejoras en Pontypridd
Se construyeron líneas de baipás en Pontypridd en la década de 1890, lo que permitió que los trenes de mercancías evitaran la estación y esperaran vía libre sin interferir con los trenes de pasajeros. Entre 1907 y 1914, la estación fue reconstruida como un solo andén de gran longitud con numerosas vías paralelas. Este trabajo incluyó elevar el nivel de toda la estación en casi 5 pies (1,5 m). La nueva estación tenía más de 8200 yardas cuadradas (6856,2 m²) de andén. El número de pasajeros que comenzaban o terminaban viaje en la estación excedía los 10.000 diarios en 1920.
La congestión también era grave en Stormstown, donde se introdujeron mejoras de diseño en 1906. Se aprovechó la oportunidad para trasladar el andén de Berw Road al Ramal de Llancaiach.

## Ferrocarriles de la competencia
El TVR había sido el primer ferrocarril en dar servicio a los valles del sur de Gales, al principio principalmente para manejar los productos de hierro de Merthyr, pero pronto permitió transportar la producción de carbón del área servida a los muelles de Cardiff. Como la producción de carbón de la región creció tanto, era inevitable que entraran empresas competidoras.

### Ferrocarril de Rimney
El Ferrocarril de Rimney fue el principal competidor del TVR en el transporte de carbón desde los valles. Durante muchos años, hasta 1871, los trenes carboneros del Ferrocarril de Rhymney circularon por la Línea Principal del TVR desde Walnut Tree hasta Cardiff. Esta situación se tradujo en que la línea estaba extremadamente congestionada.
En 1867, el Ferrocarril de Rimney obtuvo poderes de circulación sobre la Línea de Extensión de Taff Vale desde Hengoed (en su red), a través de Aberdare, hasta Hirwaun, lo que le dio acceso competitivo directo a la cuenca carbonífera de Aberdare.

### Congestión del muelle de Cardiff y del Ferrocarril de Barry
El fenomenal aumento en el volumen de carbón enviado desde los diversos muelles de Cardiff había sido tal que su capacidad se vio desbordada durante mucho tiempo. Hubo quejas constantes de que la congestión en el ferrocarril y en el puerto generaba demoras y costos inaceptables. Un resultado de la situación fue la promoción y construcción de los muelles en Barry, así como del Ferrocarril de Barry, que conectaba directamente las minas de carbón de Rhondda hasta Barry. El Ferrocarril de Barry fue autorizado en 1884 y los muelles de Barry se inauguraron el 18 de julio de 1889.
El Ferrocarril de Barry pasó a promover el Ferrocarril Directo de Cardiff, Penarth y Barry Junction, que contaría con una conexión directa y también con una línea perimetral siguiendo la costa. El TVR se opuso e impulsó sus propias líneas alternativas. El parlamento decidió un compromiso, según el cual, el Ferrocarril de Barry podría construir la línea directa desde una conexión con el TVR y Cogan, mientras que el TVR construiría la ruta costera desde Penarth Town, uniéndose al Ferrocarril de Barry en Biglis Junction (cerca de Cadoxton). El proyecto del TVR fue autorizado por la Ley de los Ferrocarriles de Cardiff, Penarth y Barry Junction del 6 de agosto de 1885. La línea estaba lista y se inauguró el 1 de diciembre de 1887, pero la conexión en Biglis no se realizó inicialmente y tuvo que esperar hasta que la conexión en Cogan de la Línea de Barry estuviera lista. Ambas líneas se abrieron el 20 de diciembre de 1888. Los trenes de pasajeros del TVR llegaron a la Estación de Biglis Junction del Ferrocarril de Barry desde agosto de 1889 (la estación pasó a llamarse Cadoxton el 1 de junio de 1890). El Ferrocarril de Cardiff, Penarth y Barry Junction pasó a manos de la Compañía del Ferrocarril de Taff Vale mediante una Ley del 26 de agosto de 1889.

### De Pontypridd a Newport
Las amplias y modernas instalaciones de los muelles de Newport prestaban un buen servicio a los valles de Monmouthshire, pero había un deseo natural de participar también en algunos de los negocios rentables de los valles de Glamorgan. Los muelles de Newport fueron operados por la Compañía de los Muelles y Ferrocarril de Alexandra (Newport y el Sur de Gales), y la parte ferroviaria de su operación se limitó al área de los muelles. Fomentaron la formación de un ferrocarril nominalmente independiente, el Ferrocarril de Pontypridd, Caerphilly y Newport (PC&NR), autorizado en 1878. La línea corría desde un cruce inmediatamente al sur de la estación del TVR en Pontypridd hasta cerca de Caerphilly, confiando en los poderes de explotación desde allí el Ferrocarril de Rhymney y el Ferrocarril de Brecon and Merthyr para llegar a Newport. La línea fue inaugurada en julio de 1884. Viendo esto como una oportunidad, la empresa del TVR trabajó en los trenes minerales para el PC&NR (hasta 1906).

### Rhondda y Swansea Bay
Los muelles de Swansea también ampliaron sus instalaciones y el nuevo muelle del Príncipe de Gales se abrió en 1881. Durante la construcción, los propietarios vieron que atraer envíos de carbón del valle de Rhondda podría ser beneficioso. El resultado fue la propuesta del Ferrocarril de Rhondda y Swansea Bay, que iba desde Treherbert (en la cabecera de Rhondda Fawr) a través de un largo túnel para cruzar la cuenca hidrográfica y luego descender hasta el mar por el valle del río Afan. La construcción del túnel requirió mucho tiempo, y la línea no se inauguró hasta 1890.

### Ferrocarril de Cardiff
La Compañía de los Muelles de Bute se creó el 1 de junio de 1887 y las propiedades de la dársena del mismo nombre se otorgaron a la nueva empresa. En 1897 logró obtener la autorización para construir un ferrocarril, que se convirtió en el Ferrocarril de Cardiff, desde Heath en el Ferrocarril de Rhymney hasta Trefforest en el TVR, y una línea hacia el sur desde Heath hasta los muelles de Roath. En 1911 se completó la línea desde Heath hasta un punto cercano a la línea del TVR en Treforest, pero el TVR logró defenderse de la intrusión de la compañía de los muelles. La conexión no llegaría a realizarse, y el Ferrocarril de Cardiff nunca alcanzó su potencial previsto.

## Rendimiento financiero
En el período de 1870 a 1888, el dividendo de las acciones ordinarias de la Compañía del TVR promedió el 12,5 por ciento anual.

## El siglo XX

### Automotores de vapor
El énfasis en la existencia del TVR en el siglo XIX había estado en el tráfico de minerales. Cuando Ammon Beasley se convirtió en Gerente General en 1891, buscó aumentar los ingresos de pasajeros de la empresa, particularmente frente a los tranvías de pasajeros que circulaban por las calles. En 1903 introdujo los "automotores de vapor" en el TVR, coches de pasajeros autónomos que incorporaban una pequeña máquina de vapor. La intención era introducir un medio de transporte de bajo costo para servir a las comunidades próximas a las vías abriendo puntos de parada muy básicos (denominados "apeaderos" en lugar de "estaciones") y teniendo un horario más frecuente.
Se consideró si los andenes de los apeaderos podrían estar a nivel del suelo, accediendo por escalones plegables en el vehículo, pero se tomó la decisión de hacerlos elevados.
El primer recorrido de prueba se organizó sobre el Ramal de Penarth el 21 de diciembre de 1903.
El TVR usó el sistema tanto en ámbitos rurales como suburbanos. Tuvo éxito comercial durante algún tiempo, con un máximo de diecinueve coches de vapor en servicio que disponían de asientos de primera y de tercera clase. Los vagones tenían la desventaja de su poca capacidad en las horas punta, y las pequeñas unidades de tracción sufrieron un considerable desagaste después de una década y media de servicio. En aquella etapa, el TVR convirtió los automotores en material remolcado con cabina de conducción, utilizando pequeñas locomotoras independientes como unidad de potencia.
Además de introducir vagones de vapor en 1903, el TVR obtuvo poderes parlamentarios en ese año para instalar sistemas de tracción eléctrica. Sin embargo, esta autorización nunca se materializó.

### Desde 1922

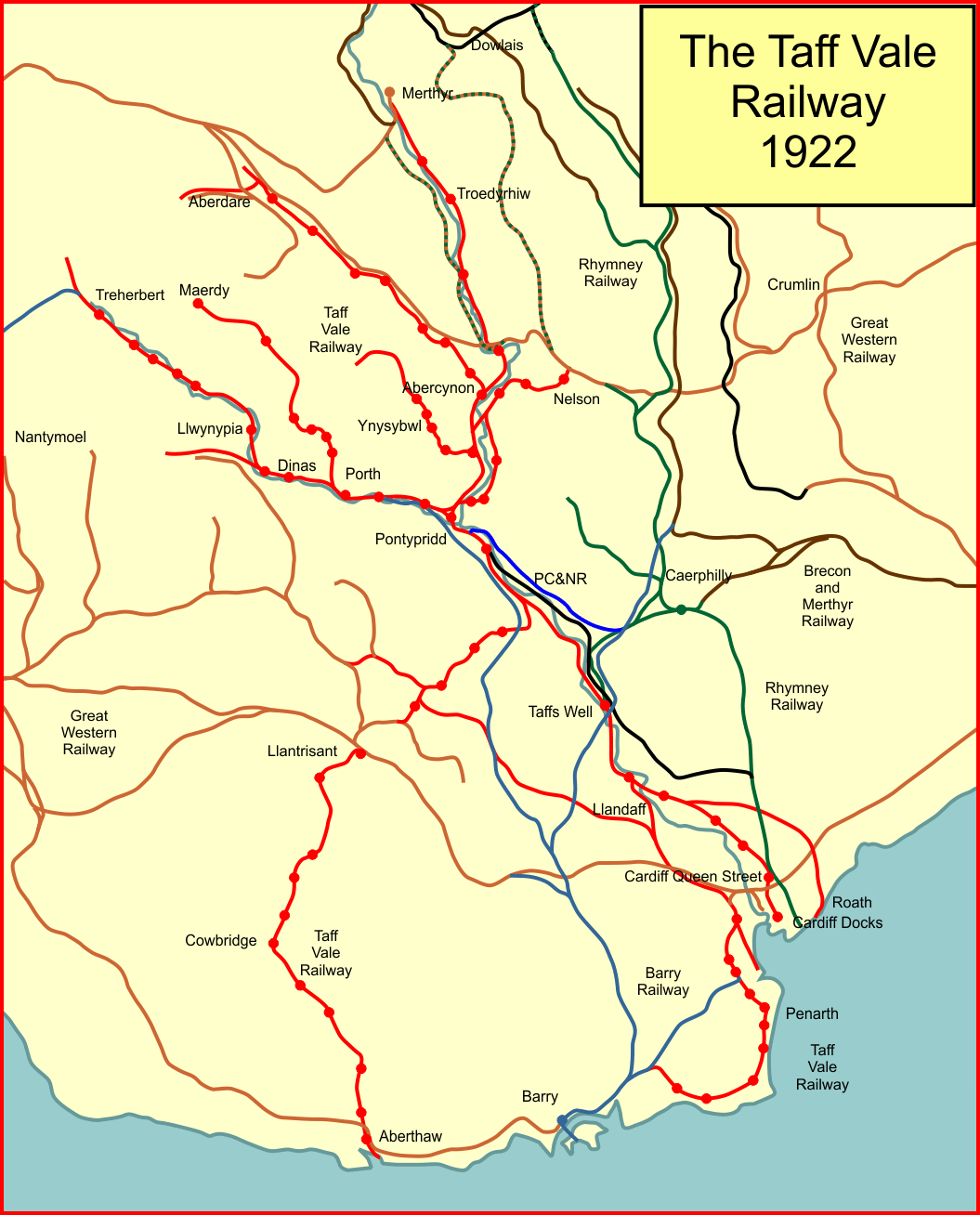
La red del Ferrocarril de Taff Vale en 1922

Después de la Primera Guerra Mundial, el gobierno decidió reestructurar la mayoría de los ferrocarriles de Gran Bretaña en una u otra de cuatro grandes empresas. El proceso se denominó "Agrupación" y fue regulado mediante la Ley de Ferrocarriles de 1921. El antiguo Great Western y seis de las compañías ferroviarias de Gales del Sur formaban parte del nuevo Great Western Railway. Los otros ferrocarriles más pequeños en el área del GWR eran compañías "subsidiarias", siendo el antiguo GWR la más grande y la compañía del TVR la segunda más grande. El TVR se fusionó en el GWR el 1 de enero de 1922 (de forma efectiva desde el 25 de marzo de 1922).
Inmediatamente antes de la fusión, la posición comercial del TVR en comparación con el antiguo GWR era:
|                                                   | TVR                 | GWR                   |
| ------------------------------------------------- | ------------------- | --------------------- |
| Capital emitido                                   | £6,42 millones      | £101 millones         |
| Ingresos netos en 1921                            | £464.654            | £6.188.433            |
| Dividendo anual sobre acciones ordinarias en 1922 | 4%                  | 7.25%                 |
| Longitud de rutas                                 | 112 millas (180 km) | 2784 millas (4480 km) |
| Número de empleados                               | 5.690               | 91.985                |
La Agrupación significó que la situación competitiva con el Ferrocarril de Rhymney ya no existía, y en julio de 1928 se instaló una nueva conexión en Cardiff Queen Street para permitir que los trenes de Rhymney usaran esta terminal en lugar de la insatisfactoria Estación Parade adyacente.
La producción de acero en Dowlais cesó en 1930. El transporte de entrada de mineral de hierro había sostenido la Línea de Cilfynydd, y el GWR decidió que el servicio de pasajeros escasamente rentable era insostenible, por lo que se canceló y la línea se cerró por completo a partir de Cilfynydd a partir del 12 de septiembre de 1932.

## Desde 1948
Los principales ferrocarriles de Gran Bretaña se nacionalizaron a principios de 1948, siguiendo la Ley de Transporte de 1947. La antigua zona de influencia del TVR pasó a formar parte de la Región Occidental de British Railways. El final de la Segunda Guerra Mundial había puesto de manifiesto lo que se habían convertido en métodos de trabajo ineficientes, y British Railways inició de forma inmediata algunos cierres.
La ruta del ferrocarril minero sobre Old Ynysybwl nunca había alcanzado su potencial y se cerró por completo el 22 de septiembre de 1949. El servicio de pasajeros se cerró el 28 de julio de 1952 y todo el tráfico ordinario cesó en noviembre de 1959. La mina de carbón Lady Windsor Colliery continuó en el negocio, servido desde Stormstown, hasta el cierre de la explotación el 26 de marzo de 1988, cancelándose los trenes carboneros a partir del 20 de mayo de 1988.
El Ramal de Pwllyrhebog se cerró el 1 de julio de 1951. El servicio de pasajeros de Pontypridd a Llantrisant cesó el 31 de marzo de 1952, mientras que el servicio de mercancías cerró en 1959. La Línea de Cowbridge se cerró a los pasajeros el 26 de noviembre de 1951.
En junio de 1952, se realizó una nueva conexión en Taffs Well con la mina de carbón de Nantgarw, lo que permitió el cierre de la conexión ferroviaria de Cardiff más allá de Coryton.
En la década de 1960 se produjeron más cierres de pasajeros y también se puso en práctica la racionalización de una infraestructura muchas veces redundante. El ramal de Aberdare se cerró a los pasajeros el 16 de marzo de 1964 y la línea se redujo a vía simple en 1968. El servicio de pasajeros del Ramal de Maerdy (Rhondda Fach) se canceló el 15 de junio de 1964 y el ramal se dejó en vía única más adelante ese mismo año. El Ramal de Blaenrhondda se cerró en 1966, y en junio de 1966 se redujo a vía sencilla el Ramal de Bute Road. El Ramal de Penarth pasó a vía única en febrero de 1967 y la curva de oeste a norte en Pontypridd se cerró el 5 de agosto de 1968.
El Ramal de Roath se cerró el 6 de mayo de 1968. Además, la Línea de Cowbridge, por entonces solo de carga, cerró por completo en noviembre de 1965 (excepto para el tráfico de mineral de hierro a Llanharry hasta 1975). La Línea de Penarth a Cadoxton cerró por completo el 6 de mayo de 1968, junto con el Ramal de Roath Dock que se clausuró el mismo día.
Los cierres a mediados del siglo XX dejaron al TVR como la única ruta ferroviaria hacia Merthyr Tydfil. La estación de mercancías de Plymouth Street se cerró en 1968. La línea desde la caseta de señales de Black Lion (Merthyr Vale) hasta Merthyr Tydfil se unificó en febrero de 1971. A medida que disminuyó el tráfico de minerales, la vía cuádruple al sur de Pontypridd se volvió innecesaria y se redujo a vía doble en 1980.
El ramal hacia la mina de Albion Colliery, servida desde Pont Shon Norton, cerró por completo en septiembre de 1970.
La Línea de Merthyr a Abercynon pasó a vía única en 1971, y la Línea hacia Treherbert a través de Cwmparc se dejó en vía sencilla en 1972.
El 10 de agosto de 1973 se modificó el extremo del Ramal de Aberdare. Acercándose desde Abercynon, la línea había cruzado mucho antes el río Cynon en Cwmbach en la alineación de la vía de apartado de la mina de carbón de Cwmbach, y se unió a la antigua Línea de Extensión de Taff Vale y Vale de Neath en Aberdare. La línea desde el punto de divergencia hasta la estación del TVR en Aberdare fue cerrada.
El Ramal de Eirw cerró en 1977, cuando la última mina de carbón dejó de explotarse. El Ramal de Rhondda Fach también perdió su servicio de carga en 1987.

## Siglo XXI
Es 2020, las rutas principales del TVR operan sobre todo con el tráfico de pasajeros. Merthyr Tydfil, Aberdare, y Treherbert disponen de servicios de tren a Cardiff Queen Street. El Ramal de Cardiff Bay opera la mayor parte del antiguo Ramal de los Muelles de Cardiff. El Ramal de Penarth y la Línea de Radyr a Ninian Park completan las rutas de pasajeros supervivientes. En 2020 la operación de pasajeros está bajo la gestión de la compañía Transport for Wales.
Se mantiene un servicio de carga muy limitado, que consta únicamente de trenes que dan servicio a la mina de Tower Colliery, por encima de Aberdare.

## Accidentes
El 19 de octubre de 1878, un tren de pasajeros vacío estaba cambiando de sentido en el triángulo de Pontypridd. Conducía por la línea equivocada desde North Junction hasta Rhondda Cutting Junction y chocó con un tren procedente de Rhondda. Hubo trece muertos.
El 12 de agosto de 1893, el tren de las 3:50 p. m. de Merthyr a Cardiff descarriló en Trefforest, Llantrisant Junction. El tren circulaba desde Aberystwyth cuando un pasador que formaba parte de la suspensión se fracturó y la locomotora colapsó, y seis coches de pasajeros se precipitaron por un terraplén y resultaron aplastados. Trece personas murieron y doce resultaron heridas.
El 23 de enero de 1911, un tren de pasajeros chocó contra la parte trasera de un tren de carbón en Coke Ovens, cerca de Pontypridd. El accidente se debió a irregularidades en el funcionamiento del bloqueo por parte del responsable de circulación, que olvidó que había admitido el primer tren en el tramo y no había recibido el mensaje de "Tren fuera de tramo" por ello. Los instrumentos de bloque eran del tipo de dos posiciones. Once personas murieron y cinco resultaron gravemente heridas.
Al igual que otras compañías ferroviarias de la época, operar el sistema ferroviario era peligroso para el personal. Entre 1900 y 1923, la Inspección de Ferrocarriles investigó accidentes de 75 empleados, 12 de los cuales fueron mortales.

## Estaciones

### Línea principal
- Merthyr (Plymouth Street); abierta el 21 de abril de 1841; cerrada el 1 de agosto de 1877; trenes de pasajeros transferidos a la estación de High Street;
- Brandy Bridge Junction; convergencia de línea desde Merthyr High Street;
- Pentrebach; abierta el 1 de agosto de 1886; renombrada Pentre-Bach en 1980;
- Troed-y-rhiw; inaugurada en diciembre de 1841; sigue abierta;
- Merthyr Vale; abierta el 1 de junio de 1883; sigue abierta;
- Quaker's Yard; abierta el 11 de enero de 1858; renombrada Quaker's Yard Low Level 1924; renombrada Quaker's Yard en 1968; ahora Quakers Yard; sigue abierta;
- Incline Top; abierta el 29 de septiembre de 1841; cerrada en diciembre de 1857;
- Navigation House; abierta el 9 de octubre de 1840; renombrada Aberdare Junction en 1849; rebautizada como Abercynon 1896; renombrada Abercynon Sur 1988; renombrada Abercynon; sigue abierta
- Llancaiach Branch Junction / Stormstown Junction;
- Clydach Court Junction;
- Berw Road Platform; inaugurada el 17 de octubre de 1904; cerrada el 1 de julio de 1906;
- Pont Shon Norton Junction; convergencia del Ramal de Llancaiach;
- Pontypridd Northern Junction; divergencia de Pontypridd Loop hacia Porth;
- Newbridge Junction; abierta el 9 de octubre de 1840; renombrada Pontypridd 1886; sigue abierta;
- PC&N Junction; divergencia de la línea de Caerphilly;
- Treforest; inaugurada en diciembre de 1846; luego renombrada como Trefforest; sigue abierta;
- Treforest Junction; divergencia de la Línea a Llantrisant y del Ferrocarril de Cardiff;
- Maesmawr; abierta el 30 de octubre de 1840; cerrada el 20 de abril de 1841;
- Treforest Estate; inaugurada el 5 de enero de 1942; luego renombrada como Trefforest Estate; sigue abierta;
- Taff's Well; abierta el 9 de octubre de 1840; conocida alternativamente como Walnut Tree Bridge y Walnut Tree Junction; ahora Taffs Well; sigue abierta; convergencia de la rama de Nantgarw; la convergencia de Walnut Tree Branch desde Penrhos Junction;
- Radyr; abierta el 1 de junio de 1883; sigue abierta; divergencia de Radyr Branch (a Penarth);
- Llandaff Loop Junction; convergencia de Llandaff Loop;
- Llandaff; abierta el 9 de octubre de 1840; renombrada Llandaf; sigue abierta;
- Roath Branch Junction;
- Maindy North Road Platform; abierta en mayo de 1907; rebautizada como Maindy North Road Halt 1922; renombrada Maindy Halt 1952; cerrada el 15 de septiembre de 1958;
- Cathays Woodville Road Platform; inaugurada en julio de 1906; rebautizada como Cathays Woodville Road Halt en 1922; renombrada Woodville Road Halt; cerrada el 15 de septiembre de 1958;
- Cathays; abierta el 3 de octubre de 1983; sigue abierta;
- Crockherbtown Lower Junction; divergencia de la línea a Cardiff East Dock;
- Queen Street North Junction; convergencia de conexión desde la Línea de Heath;
- Cardiff; abierta el 9 de octubre de 1840; más tarde conocida como Cardiff Queen Street; sigue abierta;
- Cardiff East Branch Junction; divergencia del Ramal Este de Cardiff;
- Cardiff Bute Dock; abierta después de abril de 1841; renombrada Cardiff Docks, luego Cardiff Bute Road, más recientemente Cardiff Bay; sigue abierta.

### Merthyr Main Street
- Merthyr (Estación de Vale de Neath); abierta el 2 de noviembre de 1853; servicios de pasajeros del TVR transferidos el 1 de agosto de 1877; renombrada Merthyr Tydfil en 1980; sigue abierta;
- Mardy Junction; divergencia de la Línea del Ferrocarril de Vale de Neath;
- Brandy Bridge Junction; (véase arriba).

### Línea de Aberdare
- Andén de Mill Street; abierto el 5 de abril de 1847; cerrado el 21 de noviembre de 1852; reabierto el 26 de noviembre de 1904; cerrado al público en junio de 1912, pero el uso por parte de los mineros continuó hasta la década de 1940;
- Dare Valley Junction; convergencia de línea desde Nantmelyn;
- Andén de Commercial Street; abierto el 26 de noviembre de 1904; cerrado en junio de 1912;
- Aberdare; inaugurada el 6 de agosto de 1846; renombrada Aberdare Low Level 1924; cerrada el 16 de marzo de 1964;
- Treaman; abrió en enero de 1857; renombrada Aberaman 1888; cerrada el 16 de marzo de 1964;
- Aberaman; abierta por primera vez el 5 de abril de 1847; cerrada el 14 de julio de 1856; divergencia de la rama de Aberaman Colliery;
- Convergencia de la línea desde Aberaman colliery; convergencia del ramal de Cwmbach;
- Andén de Abercwmboi; abierto el 26 de diciembre de 1904; rebautizado como Abercwmboi Halt 1922; cerrado el 2 de abril de 1956;
- Fernhill; abierta el 3 de octubre de 1988; sigue abierta;
- Mountain Ash; inaugurada el 6 de agosto de 1846; renombrada Mountain Ash Oxford Street 1924; cerrada el 16 de marzo de 1964; reabierta como Mountain Ash el 3 de octubre de 1988; sigue abierta;
- Penrhiwceiber; inaugurada el 1 |de junio de 1883; renombrada Penrhiwceiber Low Level 1924; cerrada el 16 de marzo de 1964; reabierta como Penrhiwceiber el 3 de octubre de 1988; sigue abierta;
- Matthewstown Halt; abierta el 1 de octubre de 1910; cerrada el 16 de marzo de 1964;
- Pontycynon Bridge Platform; abierta el 26 de diciembre de 1904; más tarde rebautizada como Pontycynon Halt: cerrada el 16 de marzo de 1964;
- Abercynon North; abierta el 3 de octubre de 1988; cerrada 2008;
- Abercynon; (véase arriba).

### Ramal de Dare Valley
- Bwllfa Colliery;
- Nantmelyn Platform; abierta el 1 de julio de 1904 solo para mineros; cerrada el 1 de abril de 1949;
- Aberdare LL (above)

### Rhondda Fawr
- Fernhill Colliery, Blaenrhondda;
- Fernhill Colliery; abierta en 1875 para los mineros; fecha de cierre incierta;
- R&SB Junction; convergencia de la Línea de Rhondda y Swansea Bay;
- Treherbert; abierta el 12 de enero de 1863; sigue abierta;
- Tylacoch Platform; abierta en octubre de 1906; cerrada en noviembre de 1912; reabierta como Ynyswen el 29 de septiembre de 1986; sigue abierta;
- Treorky; inaugurado el 27 de septiembre de 1869; desplazada 30 cadenas el 3 de marzo de 1884; renombrada Treorchy 1892; sigue abierta;
- Pentre Platform; abierta en octubre de 1906; cerrada en noviembre de 1912;
- Ystrad; abierta el 4 de febrero de 1861; renombrada Ton Pentre el 29 de septiembre de 1986; sigue abierta;
- Ystrad Rhondda; abierta el 29 de septiembre de 1986; sigue abierta;
- Llwynypia; abierta en mayo de 1871; sigue abierta;
- Tonypandy y Trealaw; abierta el 9 de marzo de 1908; renombrada Tonypandy 1973; sigue abierta; convergencia del Ramal de Pwllyrhebog;
- Dinas Rhondda; inaugurada el 2 de agosto de 1886; cerrada el 12 de abril de 1917; reabierta en julio de 1919; ahora Dinas (Rhondda); sigue abierta
- Pandy (Glamorgan); abierta el 1 de mayo de 1861; cerrada el 2 de agosto de 1886;
- Porth; abierta el 4 de febrero de 1861; sigue abierta;
- Hafod; abierta el 30 de agosto de 1861; cerrada el 17 de octubre de 1892;
- Hafod; abrió el 17 de octubre de 1892 a 1 milla (2 km) desde la estación anterior; renombrada Trehafod en 1905; sigue abierta; convergencia con el Ramal de Airw;
- Trehafod Junction; divergencia de la línea del Ferrocarril de Barry;
- Andén de Gyfeillon; abierto el 5 de junio de 1905; cerrado en julio de 1918;
- Rhondda Cutting; divergencia de la curva norte hacia Merthyr;
- Pontypridd; (véase arriba).

### Rhondda Fach
- Maerdy Colliery;
- Maerdy; abierta el 18 de junio de 1889; cerrada el 15 de junio de 1964;
- Ferndale; abrió en 1868 como estación privada para trabajadores de D Davis & Sons; cerrada el 13 de marzo de 1875; abierta al público el 5 de junio de 1876; cerrada el 15 de junio de 1964;
- Tylorstown; abierta el 24 de mayo de 1882; cerrada el 15 de junio de 1964;
- Andén de Pontygwaith; abierta el 5 de junio de 1905; cerrada el 1 de octubre de 1914;
- Andén de Wattstown; abierta el 5 de junio de 1905; cerrada el 12 de julio de 1920;
- Ynyshir; inaugurado en julio de 1885; cerrada el 15 de junio de 1964;
- Porth; (véase arriba).

### Ramal de Roath
- Roath Branch Junction; (véase arriba);
- Roath Goods;
- Muelles de Roath.

### Radyr a Penarth Dock
- Radyr; (véase arriba);
- Quarry Junction; divergencia de Llandaff Loop;
- Danescourt; abierta el 5 de octubre de 1987; sigue abierta;
- Waterhall Junction; convergencia del Ramal No 1 de Llantrisant (L&TVJR desde Common Branch Junction);
- Fairwater; abierta el 5 de octubre de 1987; sigue abierta;
- Waun-Gron Park; abierta el 2 de noviembre de 1987; sigue abierta;
- Andén de Ninian Park; inaugurado en julio de 1934 aunque probablemente para la asistencia a los partidos de fútbol en 1912; cerrada el 3 de septiembre de 1939; reabierta como Ninian Park el 5 de octubre de 1987; sigue abierta; convergencia de Leckwith Loop; divergencia de la línea a Cardiff Central;
- Penarth South Junction; convergencia de la línea desde Cardiff Central;
- Grangetown; inaugurada el 29 de mayo de 1882; sigue abierta;
- Penarth Harbour Branch Junction; divergencia de la línea a Penarth Town;
- Penarth Dock; abierta el 20 de febrero de 1878; cerrada el 1 de enero de 1962.

### Ramal de Penarth
- Penarth Harbour Branch Junction;
- Andén de Llandough; abierto el 13 de junio de 1904; cerrado el 3 de junio de 1918;
- Penarth Dock Branch Junction; divergencia de la línea al muelle de Penarth;
- Cogan Junction; divergencia del Ferrocarril de Barry;
- Dingle Road; abierta el 1 de marzo de 1904; sigue abierta;
- Penarth Town; abierta el 20 de febrero de 1878; rebautizada como Penarth; sigue abierta;
- Alberta Place Halt; inaugurada el 19 de septiembre de 1904; cerrada el 6 de mayo de 1968;
- Lower Penarth; abierta el 1 de febrero de 1897; rebautizada como Lower Penarth Halt en 1935; cerrada el 14 de junio de 1954;
- Lavernock; abierta el 1 de diciembre de 1887; cerrada el 6 de mayo de 1968;
- Swanbridge; inaugurada en julio de 1906; cerrada el 6 de mayo de 1968;
- Sully; abierta el 24 de diciembre de 1888; cerrada el 6 de mayo de 1968;
- Biglis Junction; convergencia con el Ferrocarril de Barry.[41][42][43]

## Locomotoras

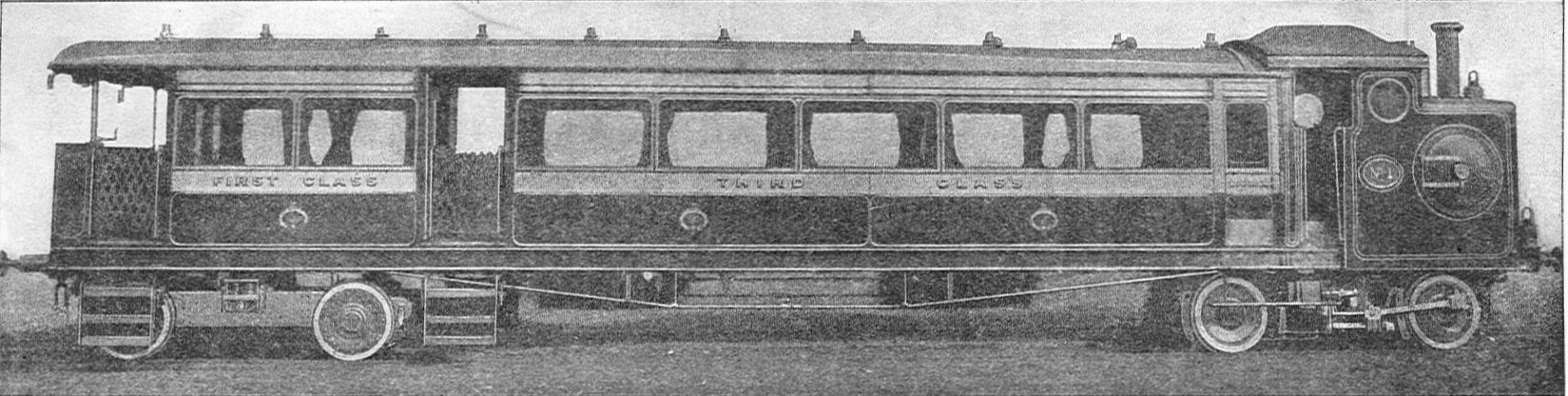
Automotor de vapor del TVR

Antes de 1873, las locomotoras del TVR eran diseñadas y construidas por contratistas externos. Los ingenieros de locomotoras y superintendentes de la compañía fueron:
- George Bush (hasta septiembre de 1841)
- Edward Bage (1841 - diciembre de 1842)
- William Brunton (¿diciembre de 1842–?)
- Richard Gregory

y
- William Craig
- Alexander Colville (?–1846)
- Henry Clements (diciembre de 1846 - enero de 1858)
- Joseph Tomlinson (enero de 1858 - julio de 1869)
- B. S. Fisher (1869–1873)
- Tom Hurry Riches (1 de octubre de 1873 - 4 de septiembre de 1911)
- John Cameron (1911-1922)

### Clases de locomotoras
Sharp, Roberts and Co. suministró dos locomotoras 2-2-2 para la apertura de la primera sección del TVR el 8 de octubre de 1840. A medida que se abrieron más secciones y aumentó el tráfico, se obtuvieron locomotoras adicionales. La mayoría se compraron a varios fabricantes privados de locomotoras, como R. & W. Hawthorn & Co., Kitson, Thompson and Hewitson y Stothert, Slaughter & Co, pero algunas se adquirieron de segunda mano. El TVR comenzó a construir locomotoras en sus propios talleres en Cardiff (West Yard) en 1856, pero nunca fue autosuficiente: la mayoría de las máquinas continuaron siendo suministradas por constructores privados, y la última locomotora construida en Cardiff entró en servicio en 1903. Hasta 1863, las locomotoras fueron nombradas, pero no numeradas; en ese año, a la flota existente se le asignaron los números del 1 al 50 y, a medida que se aplicaron, se eliminaron los nombres. Todas las primeras locomotoras tenían ténder, las locomotoras con depósito incorporado aparecieron por primera vez en 1865 y las últimas locomotoras ténder se entregaron en 1889. Algunos de estas máquinas permanecieron en servicio hasta la década de 1920.
El TVR fue propietario de más de 460 locomotoras en un momento u otro. Había 275 en servicio a principios de 1922, cuando se fusionó con el GWR y otras compañías ferroviarias. De todas estas máquinas, 104 duraron lo suficiente como para ser heredadas por British Railways (BR) a principios de 1948.
| Clase  | Ruedas  | Introducción | Cantidad | Final TVR nos. | Al GWR | Primeros Nos. GWR                                                                  | A BR | Baja | Notas | Ref    |
| ------ | ------- | ------------ | -------- | --- | ------ | ---------------------------------------------------------------------------------- | ---- | ---- | --- | ------ |
| A      | 0-6-2T  | 1914         | 58       | 3, 7, 10–12, 20, 42/5, 52, 75, 80, 90/1, 120/2–5/7–130/2–6/8–140/4/9, 154/6–160/2/4/5, 400–416                                        | 58     | 335/7, 343–9, 351/2/6/7, 360–2/4–8, 370–391/3/4/7–9, 401–4/6/8, 438–441            | 58   | 1957 | Números del GWR desde el 401, renumerados 303–9, 312/6, 322 en 1946, renumerados de nuevo en 1947–50                                | [ 48 ] |
| C      | 4-4-2T  | 1888         | 6        | 170–5 | 6      | 1301–6                                                                             | —    | 1927 | | [ 49 ] |
| D      | 0-6-0ST | 1865         | 8        | 250/7, 260/8–272 | 2      | 797/8                                                                              | —    | 1926 | Seis retiradas entre 1906 y 1919 | [ 50 ] |
| E      | 0-6-0ST | 1873         | 4        | 262–5 | 2      | 795/6                                                                              | —    | 1927 | Dos retiradas en 1906 | [ 52 ] |
| F      | 0-6-0ST | 1871         | 4        | 85, 255/6, 277 | —      | —                                                                                  | —    | 1905 | | [ 54 ] |
| G      | 0-6-0T  | 1873         | 4        | 90/1/9, 276 | —      | —                                                                                  | —    | 1901 | De segunda mano, construidas en 1868                                                                                                | [ 55 ] |
| H      | 0-6-0T  | 1884         | 3        | 141–3 | 3      | 792–4                                                                              | 3    | 1953 | Renumeradas como 193–5 durante 1948/49                                                                                              | [ 56 ] |
| I      | 4-4-0T  | 1884         | 3        | 285–7 | 3      | 999, 1133, 1184                                                                    | —    | 1925 | | [ 57 ] |
| J      | 0-4-4T  | 1876         | 4        | 260/1, 277/8 | —      | —                                                                                  | —    | 1906 | Reconstruida desde 0-6-0 original (hacia 1861)                                                                                      | [ 58 ] |
| K & L  | 0-6-0   | 1874         | 85       | 201–3/6–213/7/9, 220, 235/6/9, 242/5/6/8/9, 252–6/8/9, 261, 273–6/8/9, 281–4/8, 295/7/8, 301/2/4/5/8–316/8–325/7–330/2–340, 354/6–360 | 42     | 912–933/5/6/8/9, 941–4/6/8, 968–970/4/8, 984, 1000–2                               | —    | 1930 | 43 retiradas entre 1907 y 1920 | [ 61 ] |
| M & M1 | 0-6-2T  | 1885         | 41       | 4, 5, 14–16, 22/4, 50/1/3/4, 71/4, 86–89, 145–8, 150–3, 163/6–9, 176–181, 344/9, 362/4/5                                              | 41     | 442–5, 462/6, 478, 481–4/7–493, 503/5–8, 511/3/5/6, 520, 552, 560/7, 573/7–580/2–6 | —    | 1934 | | [ 62 ] |
| N      | 0-6-2T  | 1891         | 10       | 106/7, 182–9 | 10     | 485/6, 494–6, 498–502                                                              | —    | 1934 | | [ 63 ] |
| O      | 0-6-2T  | 1894         | 6        | 21/5/6, 33/4, 190 | 6      | 446–8, 452/3, 581                                                                  | —    | 1930 | | [ 64 ] |
| O1     | 0-6-2T  | 1894         | 14       | 27–29, 37, 41, 60–65, 70/3/8 | 14     | 449–451/4/5, 471–7/9, 480                                                          | —    | 1931 | | [ 65 ] |
| O2     | 0-6-2T  | 1899         | 9        | 31/2, 44, 66, 81–5 | 9      | 412/3/5/9, 421/3–6                                                                 | —    | 1928 | | [ 66 ] |
| O3     | 0-6-2T  | 1902         | 15       | 18/9, 47, 55/7, 92/3/6, 103, 117, 126, 131/7, 155, 161                                                                                | 15     | 410/1/6–8, 427–35/7                                                                | 2    | 1948 | Nos. 410/1 del British Rail | [ 67 ] |
| O4     | 0-6-2T  | 1907         | 41       | 1, 2, 6, 8, 9, 13/7, 35/6/8/9, 43/6/8/9, 56/8/9, 67–9, 94/5/7/8, 101/2/4/5/8–116/8/9, 121                                             | 41     | 236, 278–302, 310/1/3–5/7–321/4, 333, 409, 414, 420                                | 41   | 1955 | Los números 300 en adelante asignados 200–211, 215–220 en 1946; a excepción de 301/2, 314, que se volvieron a numerar en 1946-1950. | [ 68 ] |
| S & T  | 0-4-0ST | 1876         | 2        | 266/7 | 2      | 1342/3                                                                             | —    | 1926 | | [ 69 ] |
| U & U1 | 0-6-2T  | 1895         | 15       | 23, 30, 40, 72/6/7/9, 191–198 | 15     | 587–593/5–600/2/3                                                                  | —    | 1931 | | [ 70 ] |
| V      | 0-6-0ST | 1899         | 6        | 99, 100, 275, 280, 290/1 | 6      | 786–791                                                                            | —    | 1930 | | [ 71 ] |
| —      | 0-6-0   | 1866         | 4        | 69, 154, 254/7 | —      | —                                                                                  | —    | 1888 | | [ 72 ] |
| —      | 2-4-0   | 1874         | 3        | 255/6, 269 | —      | —                                                                                  | —    | 1895 | | [ 73 ] |
| —      | 0-6-0ST | 1892         | 1        | 268 | —      | —                                                                                  | —    | 1899 | De segunda mano, construida en 1876                                                                                                 | [ 74 ] |

Además de estas locomotoras, se introdujeron dieciséis automotores de vapor a partir de 1903. Las coches con motor tenían la disposición de ruedas 0-2-2T y estaban numeradas del 1 al 18, con dos máquinas de repuesto. La N.º 1 fue la última locomotora construida por el TVR. Se dieron de baja a finales de 1921, por lo que ningún automotor pasó al GWR o al BR.

### Depósitos de locomotoras
El principal depósito de locomotoras del TVR estaba en Cardiff Cathays, que tenía un cobertizo secundario en Roath Branch Junction. Otros depósitos principales estaban en Abercynon, Aberdare, Coke Ovens (cerca de Pontypridd), Cowbridge, Ferndale, Merthyr, Penarth Dock, Radyr y Treherbert (que tenía un cobertizo secundario en Pwllyrhebog). Los automotores de vapor tenían su base en Coke Ovens, en un cobertizo separado del depósito principal. Varios de estos depósitos fueron cerrados por el GWR después del Agrupamiento: el del Ramal de Merthyr y Roath Junction cerró en 1923; el de Cowbridge en 1924; el de Aberdare en 1927; el del Muelle de Abercynon y Penarth en 1929; el de Radyr y Treherbert en 1931; y el de Coke Ovens en 1933. En los casos de Abercynon, Radyr y Treherbert, todos los cobertizos del TVR fueron reemplazados por nuevos cobertizos del GWR en situados en lugares cercanos, y en Abercynon también se acomodaron las locomotoras de Coke Ovens cuando se cerró en 1933. Solo tres depósitos de locomotoras del TVR sobrevivieron para ser heredados por British Railways: Pwllyrhebog (cerrado en julio de 1951); Ferndale (cerrado en septiembre de 1964) y Cathays (cerrado en noviembre de 1964); y de estos, solo Cathays recibió un código del BR en 1949 (el 88A).

## Demanda contra un sindicato
En 1901, la empresa demandó con éxito al sindicato denominado Sociedad Amalgamada de Servidores Ferroviarios por daños y perjuicios, debido a las pérdidas acumuladas durante una huelga de sus miembros, que buscaban obligar a la empresa a reconocer el sindicato. La empresa recibió 23.000 libras esterlinas por decisión del tribunal, contradiciendo la creencia general de que los sindicatos eran inmunes a los daños causados por las acciones de sus miembros. Tras el cambio de gobierno en 1906, se aprobó la Ley de Disputas Comerciales de 1906, otorgando inmunidad a los sindicatos frente a tales reclamaciones.

## Locomotoras, material rodante y piezas conservados

### Coches y vagones
Se ha podido preservar una selección de material rodante original del TVR.
Los coches TVR n.° 220, 153, 145, 52 y 31 se conservan en el Ferrocarril de Gwili en el Oeste de Gales, al cuidado del grupo Gwili Vintage Carriage. El ferrobús TVR n.° 73 también se ha restaurado y presta servicio en el Ferrocarril de Swindon y Cricklade. Los automotores n.º 277, 210 y 112 se encuentran en una colección privada. Los coches n.º 203, 48 y 51 ahora son propiedad de los Museos y Galerías Nacionales de Gales.

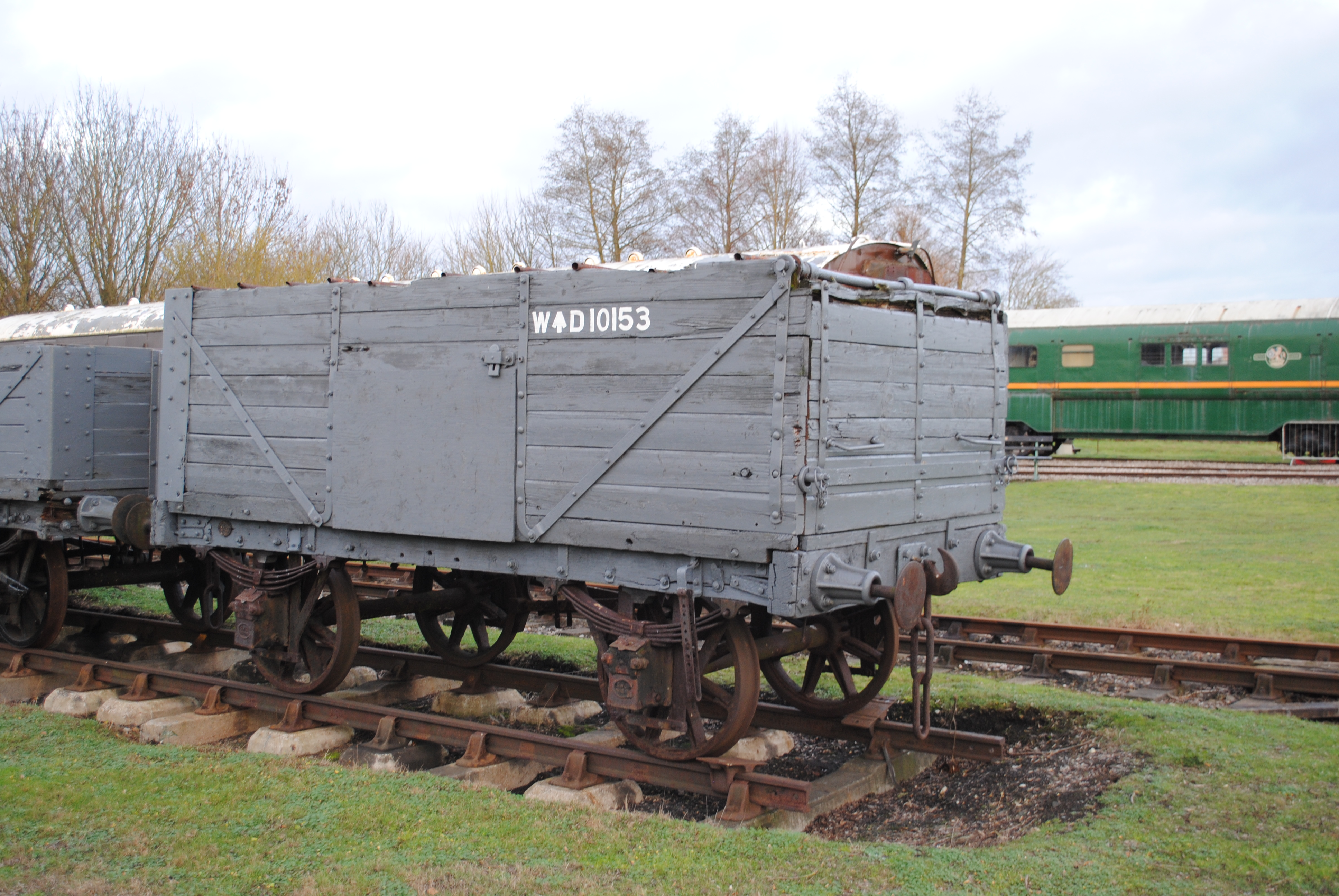
Vagón mineral de cuatro ruedas y 7 tablones TVR 10153

Solo se sabe de la existencia de un vagón de minerales en la actualidad, conservado en el Centro del Ferrocarril de Didcot.
También se sabe que existe una carrocería de un furgón de frenos de seis ruedas, en una residencia privada de Wiltshire.

### Locomotoras
Se conservan dos locomotoras:
- La TVR Clase O2 tipo 0-6-2T no. 85, construida en 1899 por Neilson, Reid & Co. de Glasgow, en 2018 se encontraba siendo revisada en el Ferrocarril de Keighley y Worth Valley, con una autorización de su caldera que vence en 2026.

- La TVR Clase O1 n.º 28, construida en 1897 en los Talleres de Locomotoras de Cardiff West Yard, es la última locomotora galesa de ancho estándar conservada. Es propiedad del Museo Nacional del Ferrocarril, que ha cedido su custodia al Museo Nacional de Gales, y requiere una revisión importante, que se había emprendido en 2013. El objetivo era devolver la locomotora a su estado original.[86]

### Otros objetos conservados
El Museo de Cynon Valley, en Aberdare, contiene una pequeña colección de artículos que pertenecieron a la Compañía del Ferrocarril de Taff Vale, entre los que se pueden citar una lámpara de ferrocarril, un hito y señales para un paso a nivel y para indicar un puente en mal estado.